# Quercus sinuata
Quercus sinuata és una espècie de roure que pertany a la família de les fagàcies i està dins de la secció dels roures blancs.

## Morfologia
Q. sinuata és un arbre caducifoli de fins a vint metres d'alçada, amb troncs solitaris o múltiples. L'escorça és grisa a marró clar, escamosa, semblant al paper i exfoliant. Les branques són de color gris clar o gris, de 1-2 (-3) mm de diàmetre, glabres, poques vegades minuciosament puberulentes. Les fulles són estretes, amb lòbuls poc arrodonits. Les venes secundàries de les fulles entre 7 a 11 a cada costat, l'àpex és àmpliament arrodonit, rares vegades estretament atenuat o obscurament trilobulat; superfícies abaxialment platejades o verd opac, amb pèls dispersos a atapeïts, minsos, estel·lats de 8-10 pèls ratllats, o glabres, sobretot en lloc d'ombra, adaxialment verda o verd mat, glabre. Les glans són solitàries o en parells, subsèssils o en un peduncle axil·lar de 1-7 mm; copa en forma de platet de poca profunditat, rarament més profunda, 2-8 mm de fondària × 8-15 (-20) mm d'ample, que tanca 1/ 8-1/4 de la nou, poques vegades més, la seva base és plana, arrodonida o restringida, marge prim, escames estretament deprimides, grisenques amb marges vermellosos, ovades, planes, obtuses, no tuberculades; la gla és de color marró clar, deprimida-ovoide a oblonga, 7-15 × 7-12 (-17) mm, glabre. Té diferents cotilèdons.

## Distribució i hàbitat
Quercus sinuata és originari del nord de Mèxic (Coahuila, Nuevo León i Tamaulipas) així com del sud-est i centre-sud dels Estats Units (des de Texas i Oklahoma fins a Les Carolines).
Tendeix a créixer en hàbitats humits, com per exemple en penya-segats fluvials, en lleres dels rius, i les fustes planes, i generalment sobre substrats bàsics, com ara roques màfiques, petxines o sediments calcaris.

## Taxonomia
Quercus sinuata va ser descrita per Thomas Walter i publicat a Flora Caroliniana, secundum... 235, a l'any 1788.
Etimologia
Quercus: nom genèric del llatí que designava igualment al roure i a l'alzina.
sinuata: epítet llatí que significa "amb la vora ondulada".
Sinonimia
- Quercus sinuata var. breviloba (Torr.) C.H.Mull., J. Arnold Arbor. 25: 439 (1944).
- Quercus sinuata var. sinuata[6][7]

## Varietats
Varietats
- Quercus sinuata var. breviloba (Torr.) C.H.Mull. - Texas, Oklahoma i Mèxic
- Quercus sinuata var. sinuata - Alabama, Arkansas, Florida, Geòrgia, Louisiana, Mississipi, Les Carolines i Texas